# Столиця

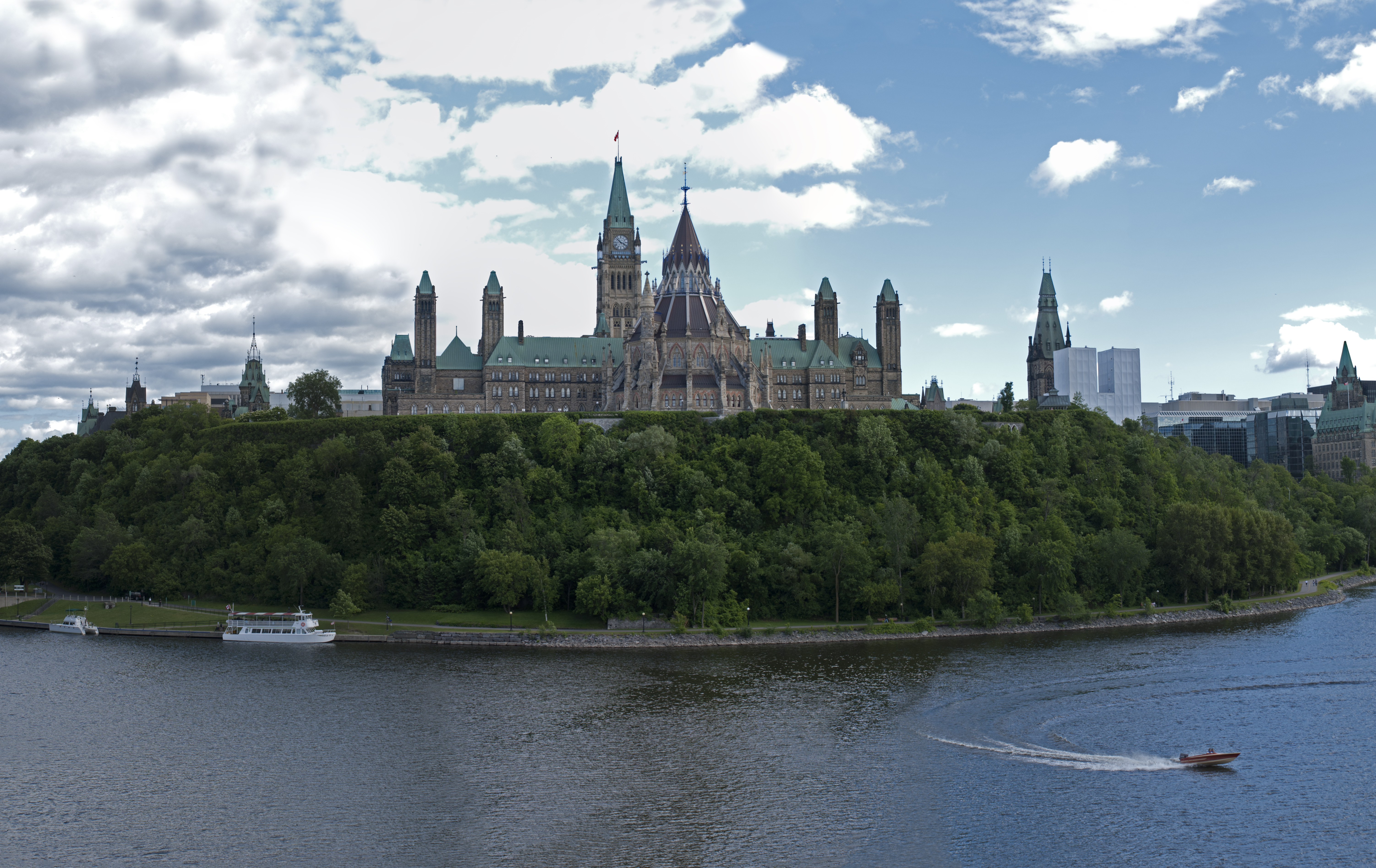
Парламентський пагорб в Оттаві (Канада)

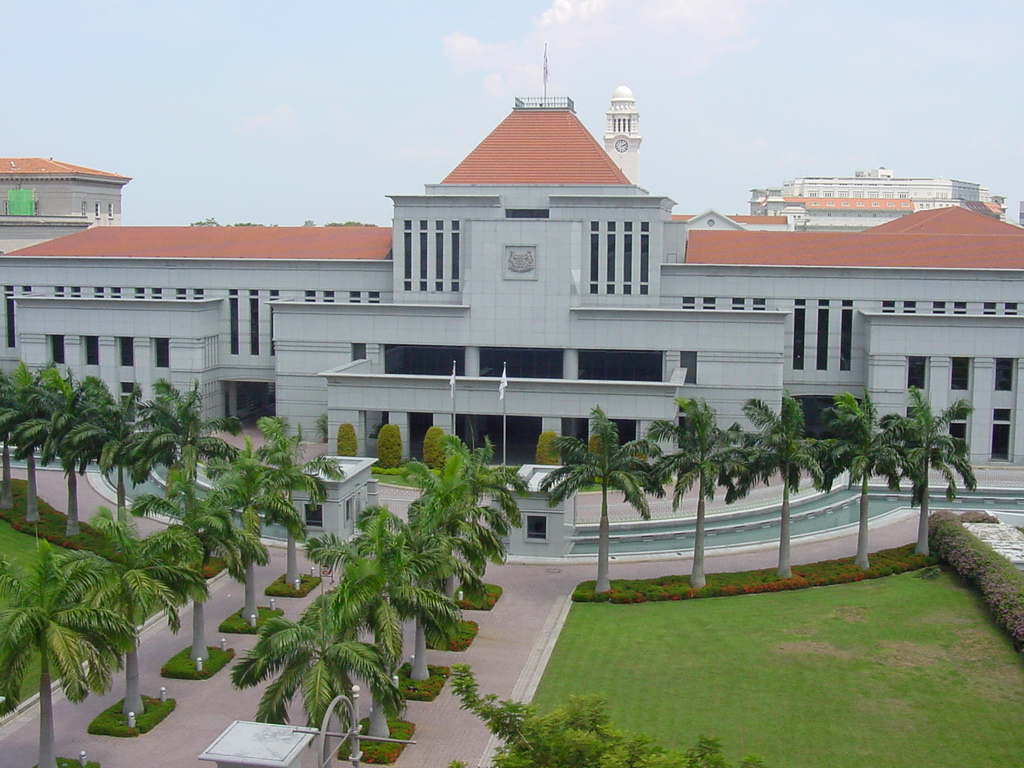
Будинок парламенту в Сінгапурі

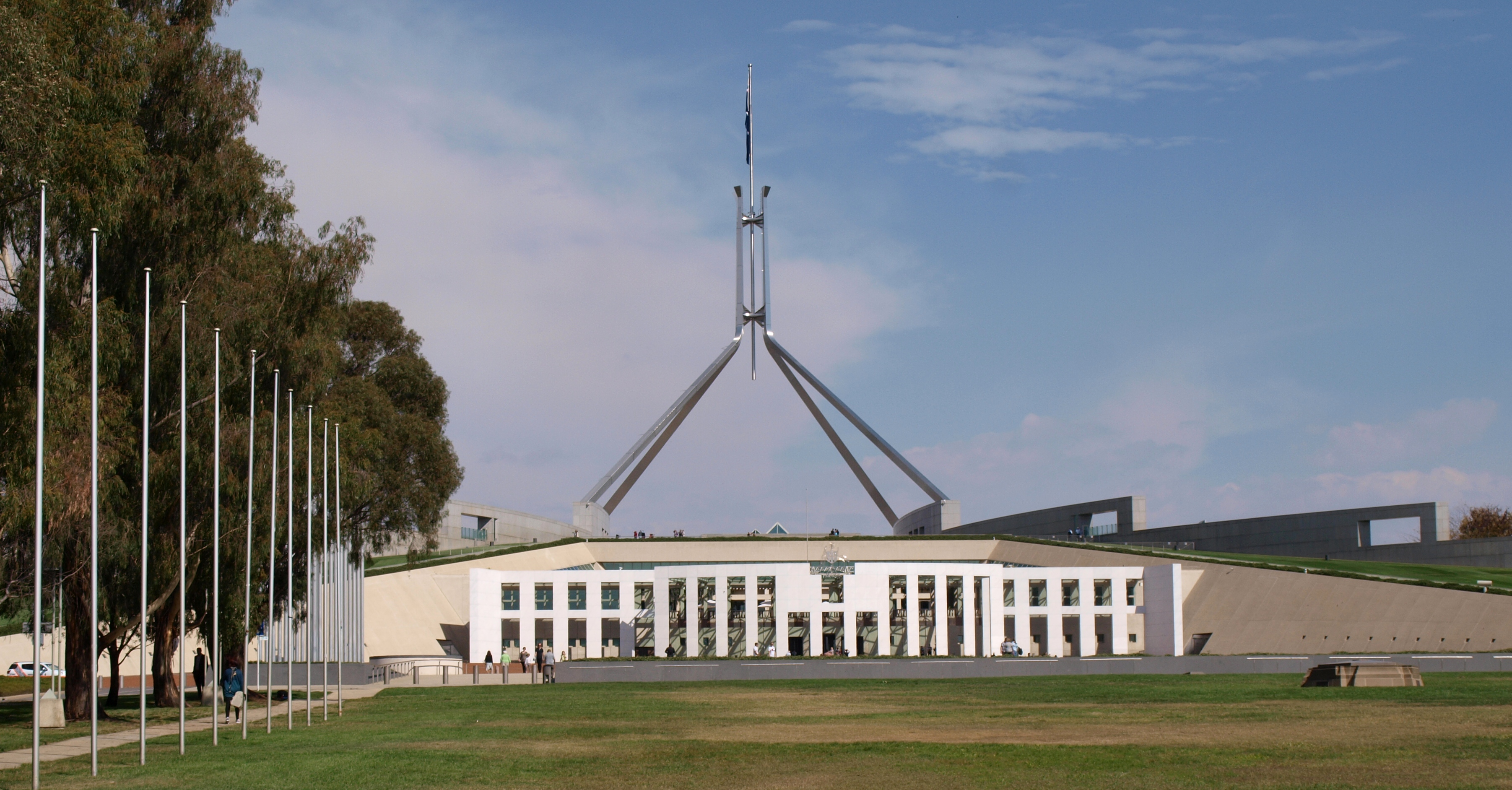
Будинок парламенту в Канберрі (Австралія)

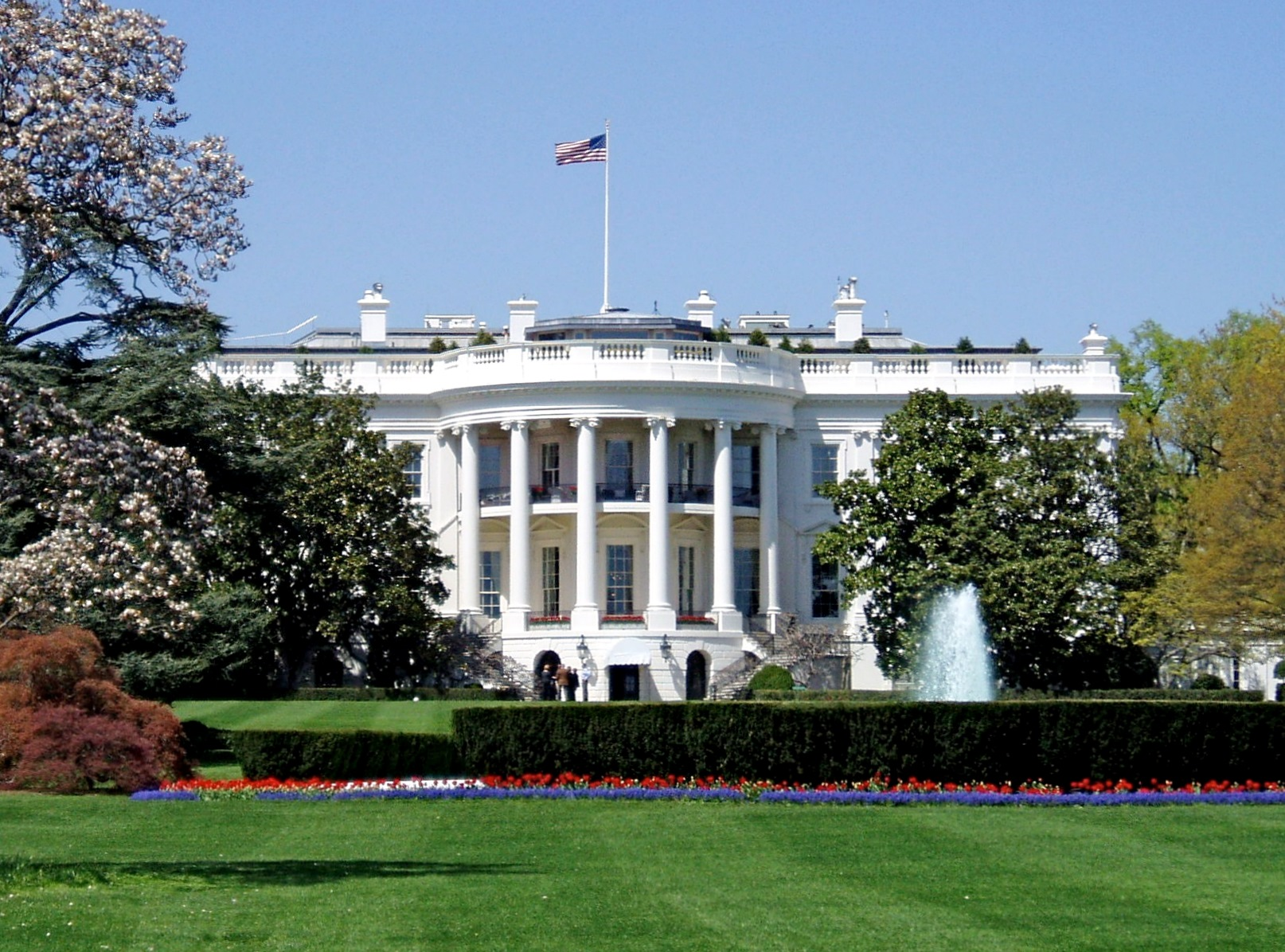
Білий дім, резиденція Президента США у Вашингтоні

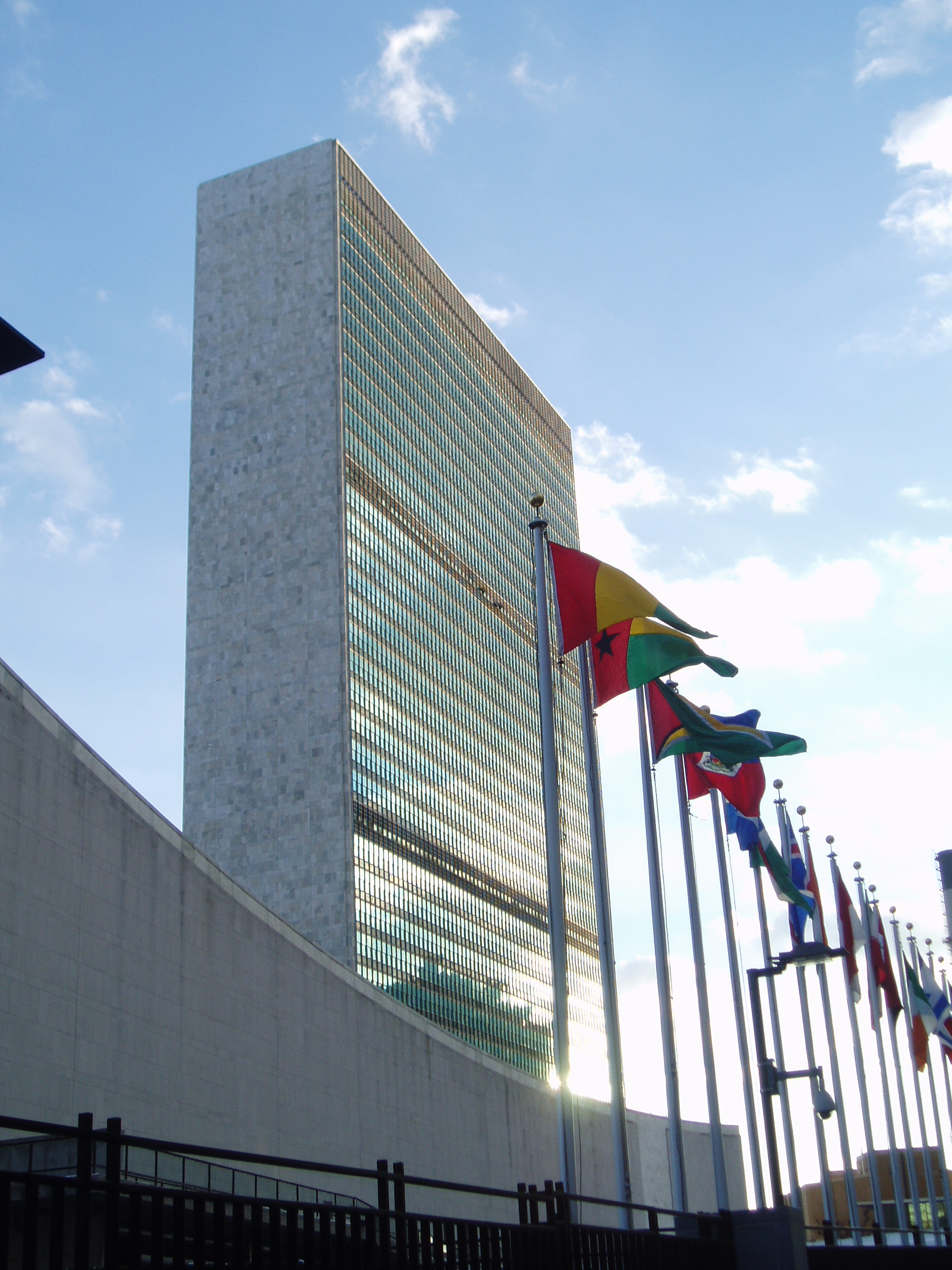
Секретаріат Організації Об'єднаних Націй (Нью-Йорк)

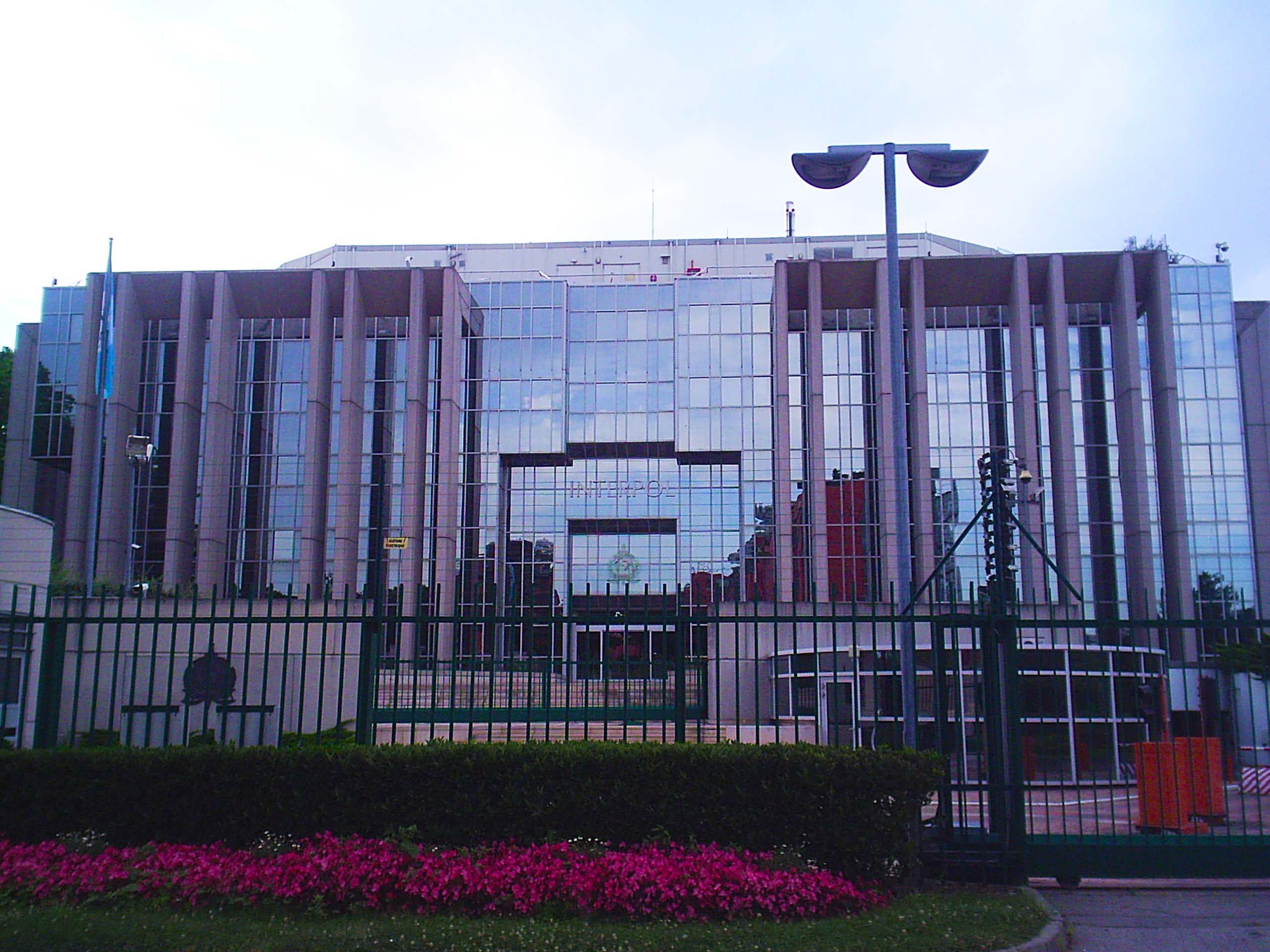
Штаб-квартира Інтерполу в Ліоні

Столи́ця — офіційне головне місто держави або адміністративного утворення федеративної чи конфедеративної держави (такого як область, край, автономна республіка, провінція, штат, департамент), у якому зазвичай розташовані вищі органи влади та управління: Резиденція глави держави (території) (монарха, президента, губернатора), парламент, центральні міністерства і відомства, Верховний суд. Деякі з цих структур можуть розташовуватися в інших містах держави.

## Походження слова
Особливу роль в усіх державах відіграє столиця, яка є не лише головним її містом, адміністративно-політичним центром, а й певним символом держави і нації. Звідси й поширені в засобах масової інформації вирази «позиція Вашингтона», «рука Москви», «невдоволення Лондона» та ін.
«Столом» у древній Русі називалось місце, де сидів князь під час урочистих нарад і прийомів; звідси назва «стольний город», «столиця». Тому і на перших руських монетах, карбованих в Києві, можна прочитати напис: «Володимиръ на столѣ, а се єго сърѣбро», тобто «Володимир на престолі, а це його срібло».
Іноді столиця виділяється за статусом у самостійну адміністративну або федеральну одиницю (наприклад, Київ в Україні, Відень в Австрії, Москва в Росії; Загреб у Хорватії; Астана в Казахстані (назва з казахської так і перекладається — «столиця»); Сеул в Південній Кореї (також перекладається як «столиця»); у США столиця країни — Вашингтон — розташована в окремому федеральному окрузі Колумбія, що не входить до жодного зі штатів.
Існують держави чи інші утворення, які мають не одну столицю. У Південно-Африканській Республіці, наприклад, адміністративна столиця (резиденція уряду) Преторія, законодавча (резиденція парламенту) — Кейптаун, а судова (резиденція Верховного суду) — Блумфонтейн. Це результат компромісу, яким у 1910 році було створено Південно-Африканський Союз.

## Роль столиці
Значення столиці в житті будь-якої країни дуже велике й у багатьох випадках постійно зростає. У переважній більшості держав столиця є не лише зосередженням органів державної влади та державного управління, судових, військово-стратегічних та інших установ, а й основним економічним центром країни. Іноді ці функції аж занадто гіпертрофовані. Так, більше половини промислової продукції великої країни Аргентини випускається у Великому Буенос-Айресі.
Станом на 2016 рік у Європі найбільше населення сконцентроване біля столиць на Мальті (90 %), а найменше — у Швейцарії (5 %). Україна знаходиться на передостанньому місці із 7 %. Більшість країн має показники від 10 до 33 %, за винятком Мальти, Прибалтики, Ісландії та Ірландії.
Столиця держави переважно володіє і найбільшою кількістю функцій, які вона виконує. Тому вона відрізняється від інших міст держави великою притягальною силою для її громадян, які намагаються якнайповніше себе реалізувати. Звичайно, найважливішою функцією столиці є управління політичною діяльністю країни, як внутрішньою, так і зовнішньою. З цією метою столиця має бути забезпечена найкращою інфраструктурою транспорту та зв'язку.

## Виникнення столиць
Виникнення столиць тісно пов'язане з історією утвердження державності, тому для кожної столиці є своя історія виникнення і подальшого розвитку. За походженням розрізняють такі столиці країн світу: родові, історичні міста, штучні столиці, ситуаційні столиці, політичні столиці.
Родові — виникали з укріплених населених пунктів, які належали владним особам (князям, королям, гетьманам тощо). Це були, як правило, не найбільші міста, і з часом вони втрачали статус столиці. В Європі найвідомішими є іспанське Толедо, польський Краків, українські Чигирин і Батурин тощо.
Історичні міста — столиці, які виникли як політичні й управлінські центри на основі найвигіднішого географічного положення в нації та державі, які народжувалися. Це Лондон, Рим, Париж, Київ, Будапешт, Прага, Стокгольм та ін. Вони є найпоширенішими і найстійкішими.
Ситуативні столиці — виникають, як правило під час війни або масштабних природно-кліматичних катаклізмів. Так, коли російські війська захопили Київ на початку 1920-х років, столицю УНР було перенесено до Кам'янця-Подільського. Внаслідок окупації Парижа німецькими військами під час Другої світової війни столиця Франції була перенесена до міста Віші. Такою ж столицею було й місто Чунцін у Китаї.
Штучні столиці створювалися колоніальною адміністрацією як центри управління певними захопленими метрополією володіннями інших держав і націй. В Україні за часів російського імперського панування в різні століття штучно створеними Росією столицями України були Глухів та Харків.
Політичні столиці створюються в тій чи іншій державі для вирішення різноманітних політичних проблем, зокрема встановлення політичної рівноваги між окремими її регіонами. Тому їх будують або на межі цих антагоністичних регіонів, або ж виносять її як форпост загальнодержавної політики в саме серце одного з проблемних регіонів. Найвідомішими з них є Вашингтон, Оттава, Абуджа, Канберра, Астана, Анкара, Бразиліа тощо. Будівництво останньої взагалі мало на меті прискорення економічного освоєння внутрішніх малозаселених районів Бразилії.

## Сучасні столиці

Країни, столиці яких не є найбільшими містами цих країн

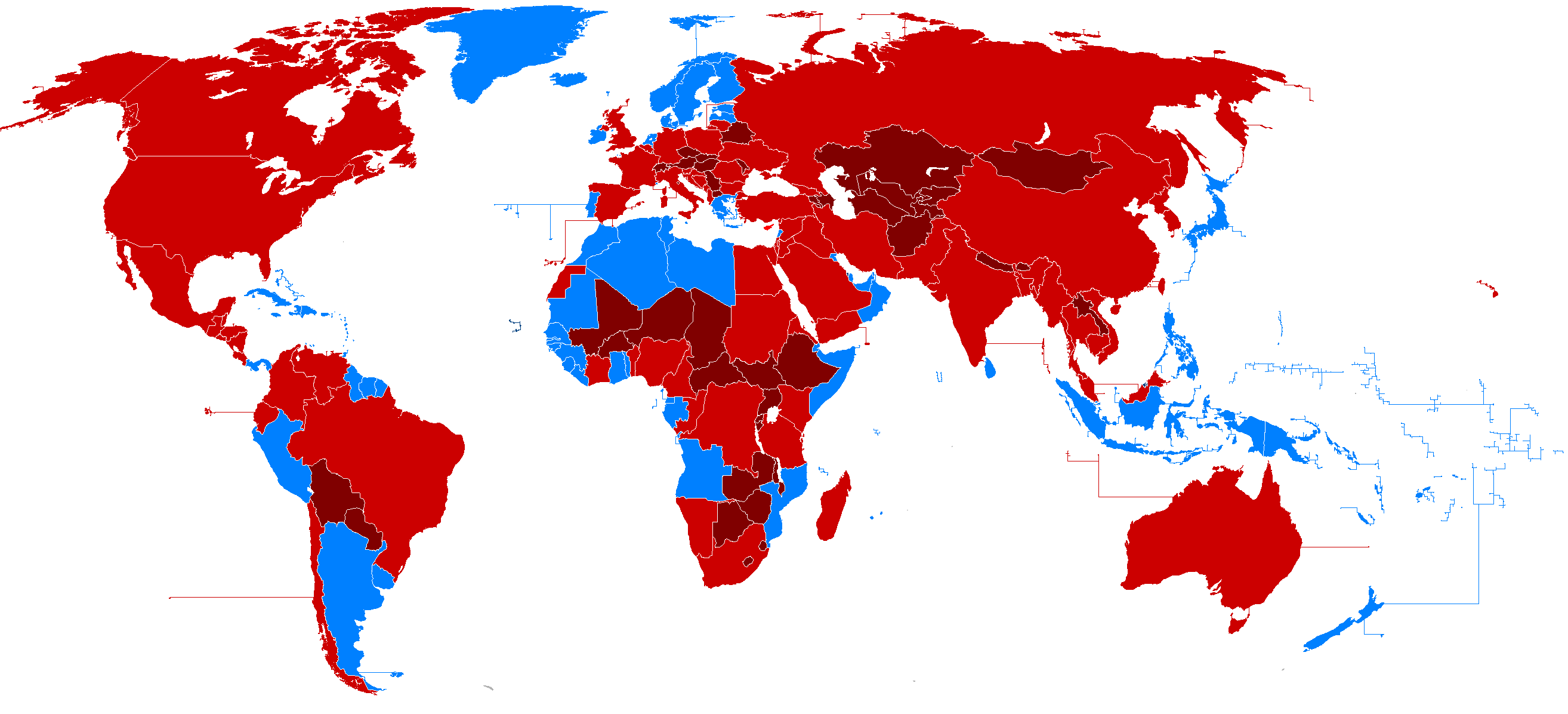
Країни, столиці яких розташовані на узбережжі та мають вихід до моря
Країни, столиці яких не мають виходу до моря
Країни без виходу до моря

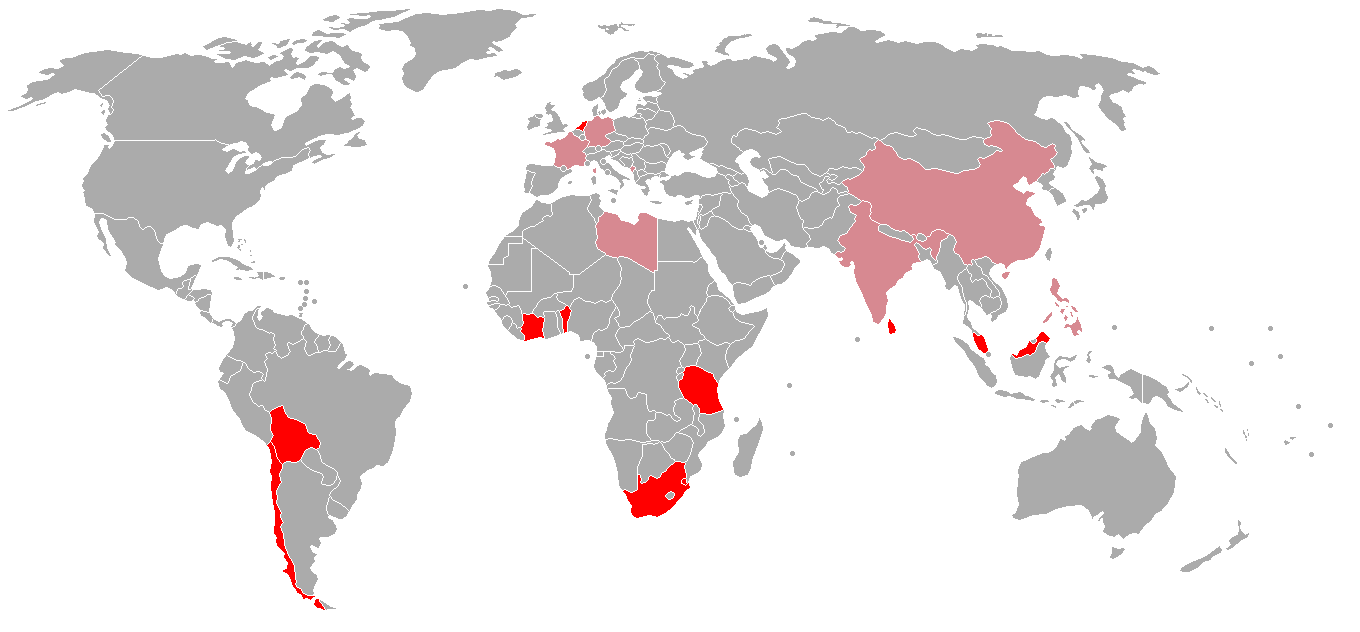
Країни з кількома столицями
Країни, що мали декілька столиць у минулому

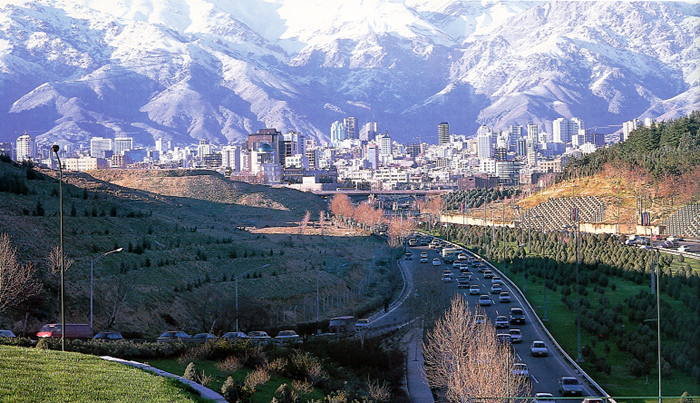
Тегеран, столиця та найбільше місто Ірану, також був столицею Перської імперії в останні два століття існування держави разом з Ельбурсом на задньому плані

Графства у Великій Британії мають історичні повітові міста, які часто не є найбільшим поселенням у межах округу і часто не є адміністративними центрами, оскільки багато історичних округів є лише церемоніальними, а адміністративні межі різні.
У Канаді є федеральна столиця, але десять провінцій і три території теж мають столичні міста. Штати таких країн як Мексика, Бразилія (знамениті міста Ріо-де-Жанейро і Сан-Паулу — столиці відповідних штатів) і Австралія мають столиці. Наприклад, шість столиць штатів Австралії — Аделаїда, Брисбен, Гобарт, Мельбурн, Перт і Сідней. У Австралії термін «столиця» регулярно вживають для позначення вищезгаданих столиць штатів плюс федеральна столиця Канберра і Дарвін, столиця Північної Території. Абу-Дабі є столицею емірату Абу-Дабі і в цілому Об'єднаних Арабських Еміратів.
В унітарних державах, які складаються з декількох складових націй, таких як Велика Британія або Данія, кожна з них, як правило, має власну столицю. На відміну від федерацій, як правило, не існує окремої національної столиці, а скоріше столиця однієї зі складових націй буде також столицею держави загалом, наприклад Лондон, що є столицею Англії та одночасно Великої Британії. Аналогічно, кожна з автономних спільнот Іспанії та регіонів Італії мають столицю, таку як Севілья або Неаполь, а Мадрид — столиця автономної спільноти Мадрид та Іспанії в цілому, а Рим є столицею Італії та регіону Лаціо.
У Федеративній Республіці Німеччина кожна з її складових земель (нім. Länder — множина від Land) має власну столицю, таку як Дрезден, Вісбаден, Майнц, Дюссельдорф, Штутгарт і Мюнхен. Так само і всі республіки Росії. Національні столиці Німеччини та Росії: Берлін та Москва — також є складовими обох країн. Кожна з федеральних земель Австрії і кантонів Швейцарії також мають свої столиці. Відень, національна столиця Австрії, також є однією з федеральних земель, в той час як Берн (де-факто) є столицею Швейцарії і кантоном Берн.
Багато національних столиць також є найбільшими містами у своїх країнах, але в багатьох країнах це не так.

### Єрусалим
Згідно з конституцією Ізраїлю столицею держави є Єрусалим. Одночасно це місто, згідно з основним законом, є столицею частково визнаної Палестинської держави. У міжнародному суспільстві статус Єрусалиму є предметом для суперечок.

## Плановані столиці

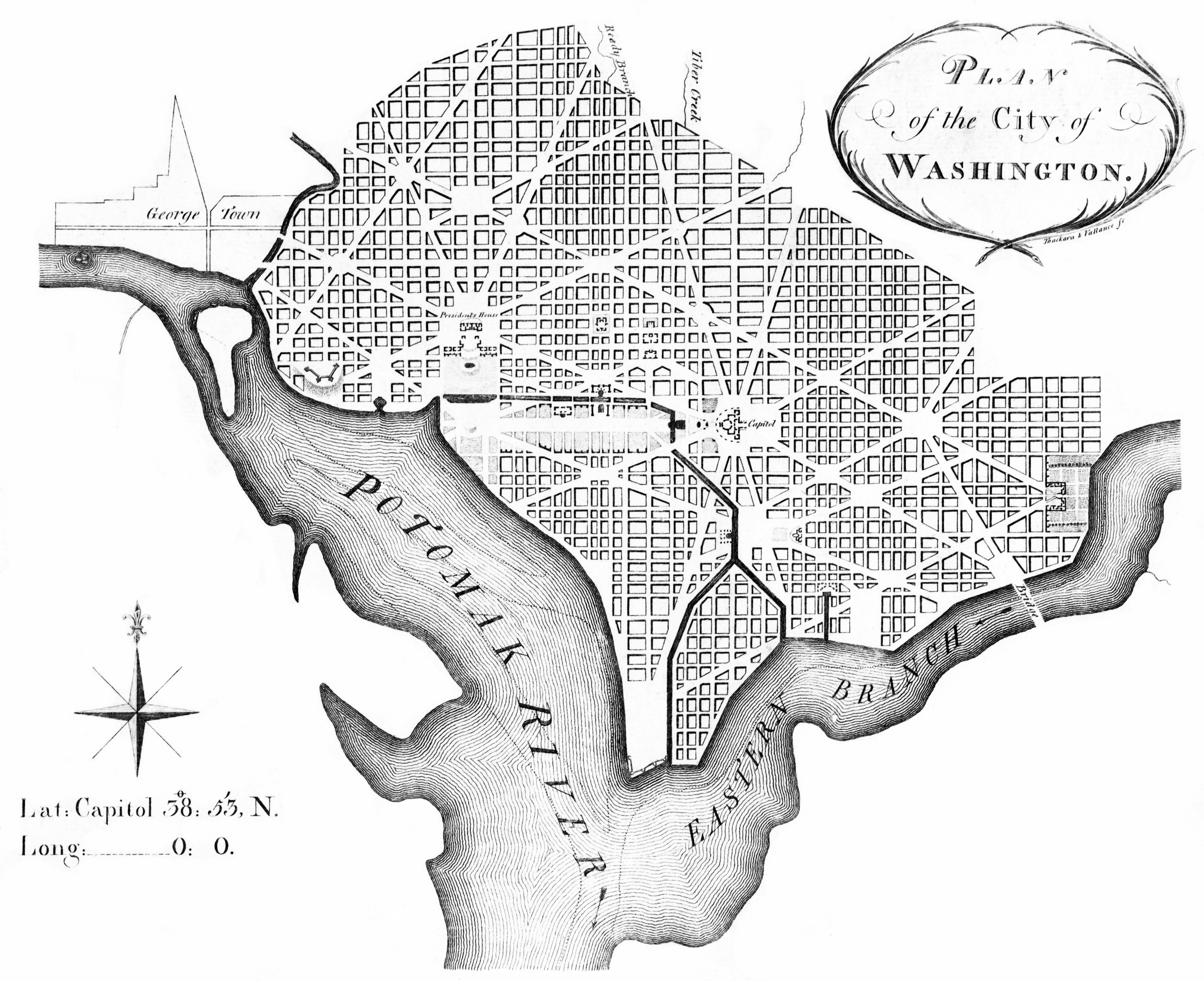
L'Enfant Plan для Вашингтона, столиці Сполучених Штати Америки

Керуючі організації іноді планують, проєктують і будують нові столичні міста для розміщення урядових установ або підрозділів. Серед свідомо спланованих і розроблених столиць є:
- Габороне, Ботсвана (1964)
- Ла-Плата, Буенос-Айрес, Аргентина
- Абуджа, Нігерія (1991)
- Аракажу, Сержипі, Бразилія (1855)
- Амараваті, Андхра-Прадеш, Індія (2016)
- Анкара, Туреччина (1923)
- Астана, Казахстан (1997)
- Остін, США (1839)
- Бельмопан, Беліз (1970)
- Белу-Оризонті, Мінас-Жерайс, Бразилія (1897)
- Бразиліа, Бразилія (1960)
- Бхубанешвар, Одіша, Індія (1948)
- Бірен, Ачех, Індонезія (1948)
- Букіттінгі, Західна Суматра, Індонезія (1948)
- Константинополь, Римська імперія (324—330)
- Дакка, Бангладеш (1971)
- Канберра, Австралія (1927)
- Чандігарх, Пенджаб і Хар'яб, Індія (1966)
- Гандінагар, Гуджарат, Індія (1960)
- Гоянія, Гояс, Бразилія (1933)
- Індіанаполіс, Індіана, США (1825)
- Ісламабад, Пакистан (1960)
- Франкфорт, США (1792)
- Джефферсон-Сіті, США (1821)
- Найп'їдо, М'янма (2005—2006)
- Нью-Делі, Індія (1911)
- Оклахома-Сіті, Оклахома, США (1889)
- Оттава, Онтаріо, Канада (1857)
- Палмас, Токантінс, Бразилія (1989)
- Кесон-Сіті, Філіппіни (1948–76)
- Ралі, США (1792)
- Валлетта, Мальта (1571)
- Вашингтон, США (1800)
- Джок'якарта, Індонезія (1946)

Вони включають один або обидва з наступних критеріїв:
1. Навмисно сплановане місто, яке було побудовано прямо для розміщення місцеперебування уряду, замінивши столицю, що перебувала у створеному центрі населення. Існували різні причини для цього, включаючи перенаселеність у цій великій столичній області, і бажання розмістити столицю в місці з кращим кліматом (зазвичай менш тропічним).
2. Місто, яке було вибрано як компроміс між двома або більше містами (або іншими політичними відділами), жодне з яких не було готове поступитися іншим привілеєм бути столицею. Зазвичай, нова столиця географічно розташована приблизно на рівній відстані між конкуруючими населеними пунктами.

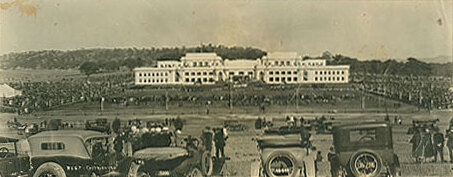
Австралійський парламент відкрився в маленькому містечку Канберра в 1927 році як компроміс між найбільшими містами, Сіднеєм та Мельбурном.

Деякі приклади другої ситуації (місця розташування компромісів) включають:
- Канберра, Австралія обрала як компроміс між двома великим містами, Сіднеєм та Мельбурном.
- Вашингтон, Сполучені Штати обрали як компроміс між більш урбанізованими північними штатами і аграрними південними «рабськими штатами», поділяючи національну владу. Це називається Компромісом 1790 року, що призвело до прийняття Закону про проживання, який затвердив створення національної столиці на річці Потомак на землі, що знаходиться між Мерілендом та Вірджинією.[7]
- Франкфорт, обраний як компроміс між Луїсвіллом та Лексінгтоном.
- Оттава, Канада, розташоване уздовж кордону між провінціями Онтаріо і Квебеком — двома найбільш густонаселеними з десяти провінцій — і посередині між відповідними провінційними столицями, Торонто (столицею провінції Онтаріо) і Квебек (столицею провінції Квебек).
- Таллахассі, Флорида, обраний як компроміс між Пенсаколою та Сейнт-Огастіном — двома найбільшими містами штату Флорида.
- Веллінгтон став столицею Нової Зеландії 1865 року. Він розташований на південній околиці Північного острова Нової Зеландії, менший з двох головних островів Нової Зеландії (який згодом став більш густонаселеним островом[8]) безпосередньо через протоку Кука з Південного острову. Попередня столиця, Окленд, знаходиться на півночі Північного острова; цьому кроку передувала тривала суперечка за більш центральне місце для парламенту.[9]
- Манагуа, Нікарагуа, вибраний як компроміс між Леоном і Гранадою, які також були пов'язані з ліберальними і консервативними політичними фракціями відповідно.

Зміни політичного режиму нації іноді призводять до призначення нової столиці. Ново-незалежний Казахстан переніс свою столицю до існуючого міста Астана після розпаду Радянського Союзу. Найп'їдо було засноване у М'янмі, замінивши колишню столицю, Янгон, через те, що він, як стверджували, був занадто переповнений.

## Штаб-квартири міжурядових організацій
- Центральні установи Організації Об'єднаних Націй — Нью-Йорк
- Європейський союз — Брюссель, Страсбург (офіційне місце Європарламенту), Люксембург (Європейський суд)
- Європол — Гаага
- Організація Об'єднаних Націй — Нью-Йорк є основним місцем зустрічі вищих органів ООН, але існують її структури в інших містах, зокрема у Відні, Женеві, Найробі і Гаазі
- Організація Об'єднаних Націй з питань освіти, науки і культури — Париж
- Продовольча та сільськогосподарська організація ООН — Рим
- Африканський Союз — Аддис-Абеба і Мідранд
- Ліга арабських держав — Каїр
- Азійський банк розвитку — Маніла
- Асоціація держав Південно-Східної Азії — Джакарта
- Співдружність націй — Лондон
- Європейська організація безпеки харчових продуктів — Парма
- Європейська організація з ядерних досліджень — Мейрін, передмістя Женеви
- Гельсінкська комісія — Гельсінкі
- Міжнародна організація зі стандартизації — Женева
- Інтерпол — Ліон
- Організація Північноатлантичного договору — Брюссель
- Організація Ісламського співробітництва — Джидда
- Організація іберо-американських держав — Мадрид
- Асоціація регіонального співробітництва Південної Азії — Катманду
- Союз південноамериканських націй — Кочабамба і Кіто
- Світовий банк — Вашингтон, округ Колумбія
- Всесвітня туристична організація — Мадрид

## Цікаве
Назви деяких столиць та назви країн збігаються або дуже схожі, наприклад:
- Алжир — Алжир
- Туніс — Туніс
- Андорра — Андорра-ла-Велья
- Джибуті — Джибуті
- Люксембург — Люксембург
- Сальвадор — Сан-Сальвадор
- Гватемала — Гватемала
- Мексика — Мехіко (Мексика іспанською)
- Сан-Марино — Сан-Марино
- Панама — Панама
- Гвінея-Бісау — Бісау
- Бразилія — Бразиліа
- Сан-Томе і Принсіпі — Сан-Томе

Також є міста-держави (держави, які складаються лише з одного міста, однойменного з назвою держави):
- Монако
- Сінгапур
- Ватикан